# Лантау
Лантау (англ. Lantau, иер. 爛頭, кант.-рус. Ланьтхау, кит.-рус. Ланьтоу), также Дахаодао (大濠島), Даюйдао (大嶋島) — расположенный в устье Жемчужной реки остров, самый крупный на территории Гонконга, в два раза превышающий по площади собственно остров Гонконг.
Современное кантонское название — Тайюсань (иер. 大嶼山, кит.-рус. Даюйшань), буквально — «большая гора-остров».
Площадь 146,38 км². Имеет сравнительно небольшое население (105 тысяч жителей по данным 2011 года) и до последнего времени значительно отставал в развитии от острова Гонконг. На острове расположены международный аэропорт, Диснейленд и канатная дорога.

## История
Обладая выгодным стратегическим положением, остров стал последним оплотом династии Сун, местом смерти двух малолетних императоров. Намереваясь сделать его долгосрочной базой после двухлетних морских перемещений, сунское командование выстроило на острове около 30 дворцовых построек и 3000 армейских бараков.
В эпоху Мин на острове были построены несколько мемориальных храмов, также здесь находится Монастырь Пристань Трапписта.

## Транспорт
С других гонконгских островов и Коулуна на Ланьтхау можно попасть на автотранспорте по мосту Цинма. В нижнем уровне моста проходит ветка аэроэкспресса, а также линия Тунчхун гонконгского метро. Кроме того остров соединен с остальным Гонконгом регулярным паромным сообщением: пассажирские судна отходят от пристани городка Муйво в юго-восточной части Ланьтхау.
Между Лантау и городом Чжухай проложен комбинированный мост Гонконг — Чжухай — Макао.

## Достопримечательности
Среди достопримечательностей — 30-метровая бронзовая статуя Большого Будды, построенный в 1819 году для защиты от пиратов форт, буддисткий монастырь По Линь и канатная дорога. На острове расположен и Диснейленд Гонконга. Больше половины территории острова занимают национальные парки. На южном побережье острова расположен пляж Чхёнса.